# Ga Yongyu
Ga Yongyu (tiếng Hàn: 용유역; Hanja: 龍遊驛) là một ga của Tàu đệm từ sân bay Incheon ở Unseo-dong, Jung-gu, Incheon, Hàn Quốc.

## Bố trí ga
| ↑ Water Park     |
| \| Hướng lên     |
| Bắt đầu·Kết thúc |

| Hướng lên   | ● Tàu đệm từ sân bay Incheon | ← Hướng đi Nhà ga 1 sân bay Quốc tế Incheon |
| Hướng xuống | ● Tàu đệm từ sân bay Incheon | → Kết thúc tại ga này                       |